# Kouign-amann
Pour les articles homonymes, voir kouign, amann et kouign (crêpe).
Le kouign-amann (/kwiɲaˈmɑ̃n/ ; pluriel en breton : kouignoù-amann, kouign signifiant « gâteau, tourte, motte», et amann, « beurre ») est une pâtisserie boulangère et une spécialité culinaire emblématique de la cuisine bretonne, originaire du Finistère en particulier, à base de pâte levée feuilletée, de beurre demi-sel et de sucre caramélisé.

## Recette
Le kouign-amann est élaboré à partir de 40 % de pâte à pain, recouverte d'un mélange de 30 % de beurre demi-sel et 30 % de sucre, puis repliée en feuilletage et scarifiée de losanges sur la face supérieure.

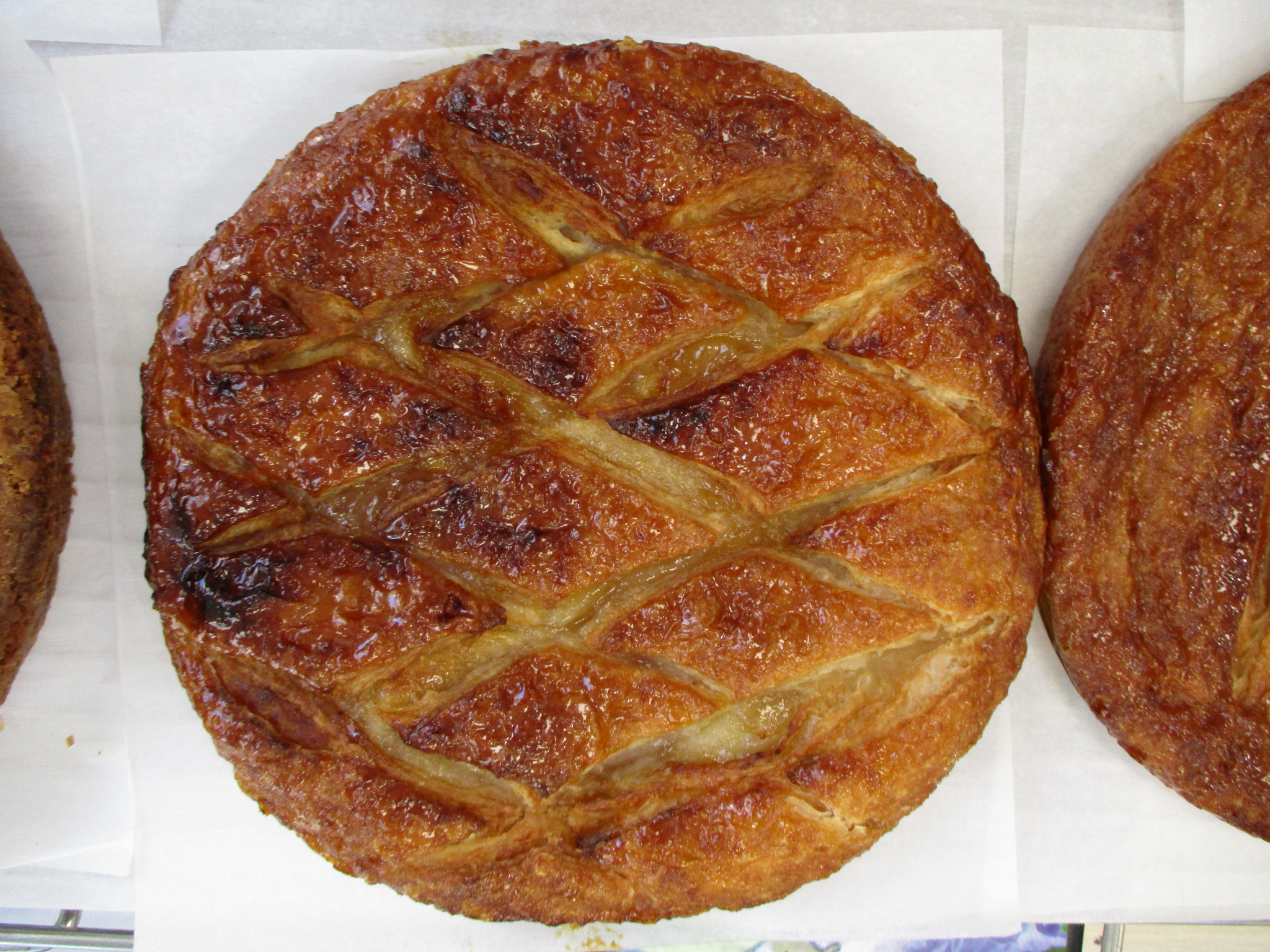
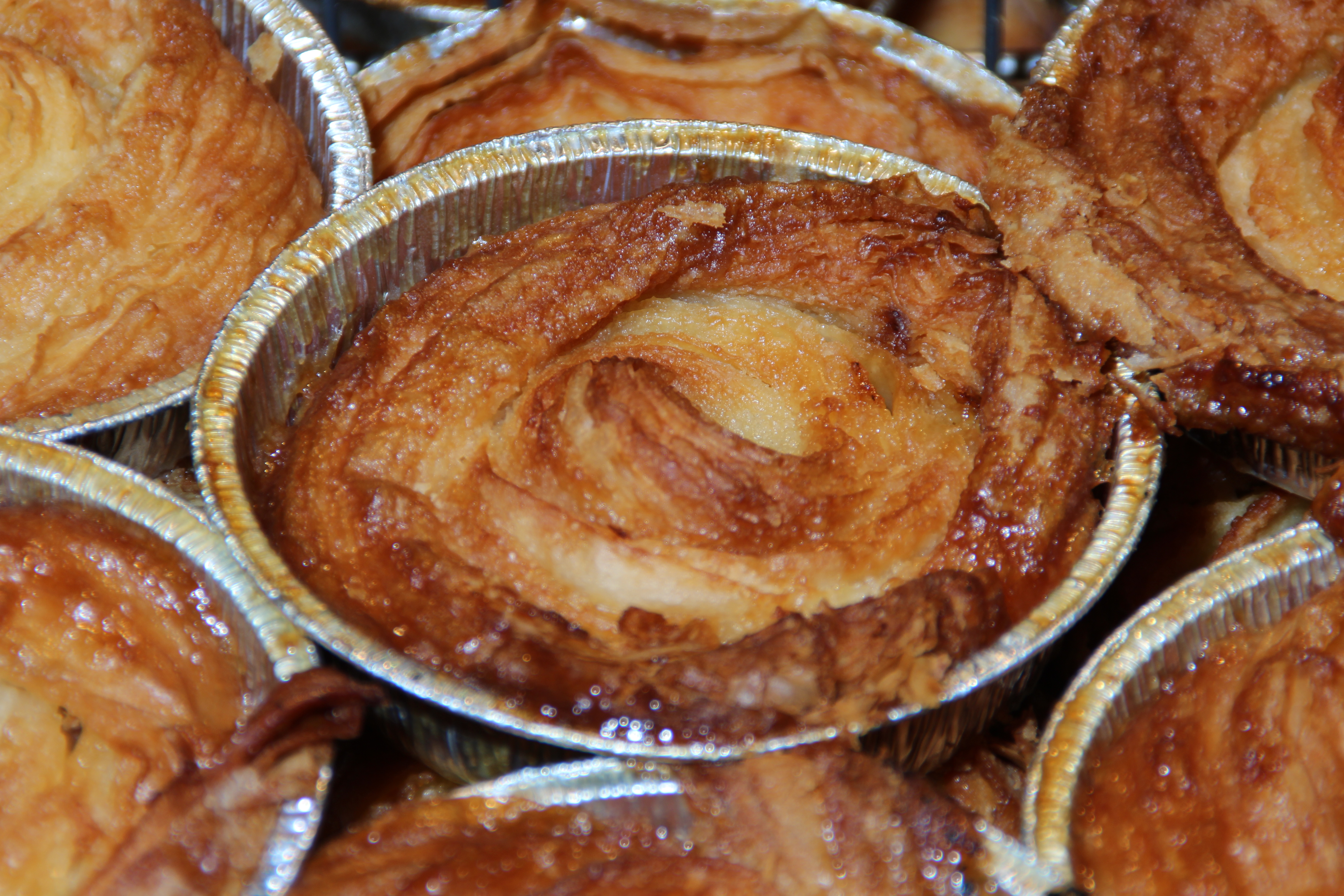
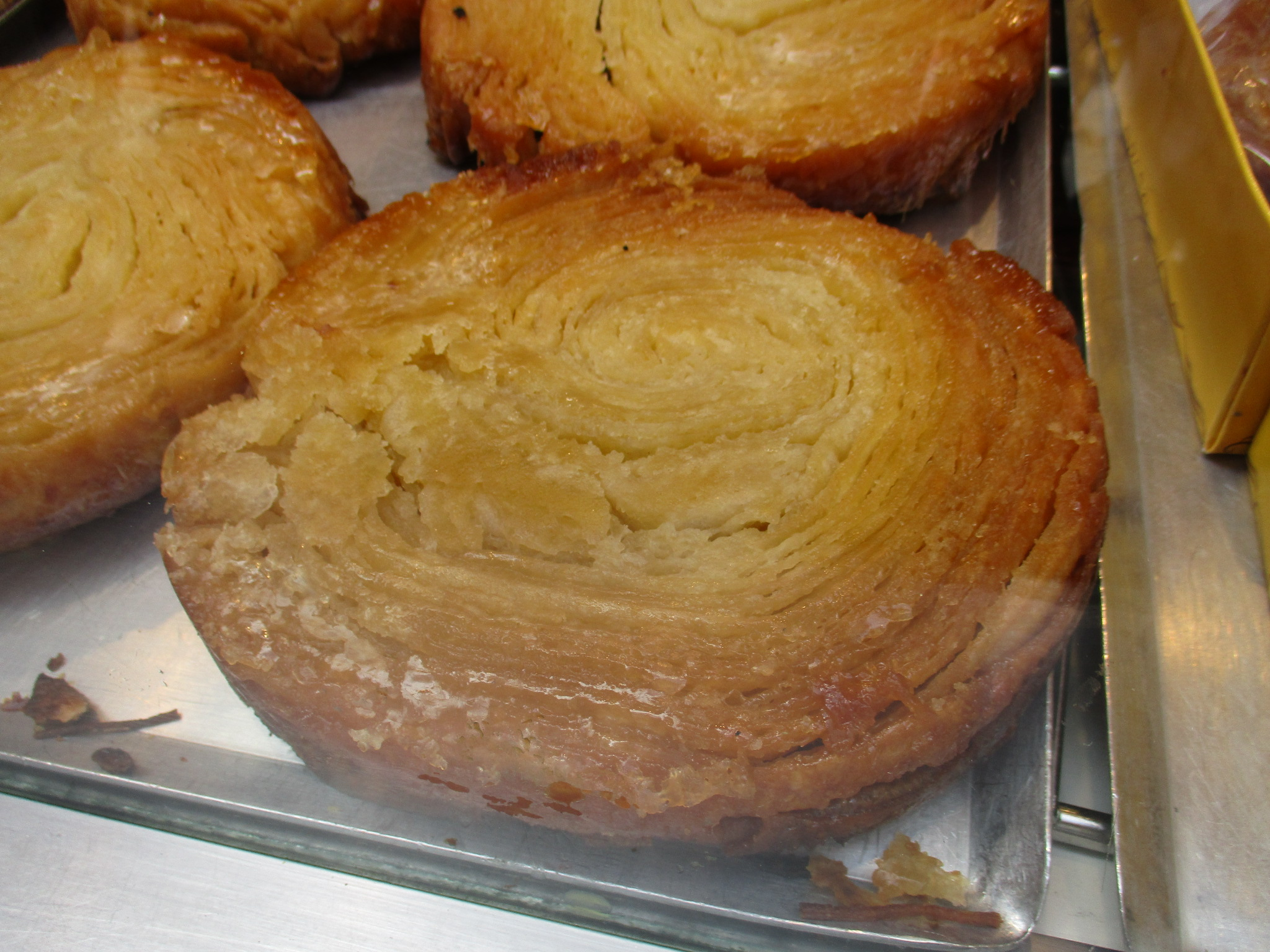

Lors de la cuisson, le mélange beurre-sucre suinte à travers le feuilletage en caramélisant, conférant à cette spécialité une texture fondante à l'intérieur et croustillante à l'extérieur.

## Histoire

### Origines
Les origines du kouign-amann ne peuvent être attestées. 
Selon certaines sources, le kouign-amann aurait été inventé vers 1860 par le boulanger-pâtissier breton Yves-René Scordia (1828-1878), de Douarnenez, : un jour de forte affluence, manquant de gâteaux, il aurait improvisé une recette à partir de pâte à pain, de sucre et de beurre, obtenant une pâtisserie consistante et compacte, mais succulente. À cette période, la farine faisait défaut alors que le beurre était abondant, d’où l’emploi d’éléments dans des proportions peu habituelles[réf. nécessaire] : 400 g de farine pour 300 g de beurre, 300 g de sucre.  
D'après d'autres sources, cette pâtisserie aurait été inventée par Henri Postic, boulanger installé au carrefour de la rue du Capitaine-Pézennec et de la rue Jean-Jaurès à Scaër. Sa fille aurait ensuite communiqué la recette à un boulanger de Douarnenez, qui se la serait appropriée. 
D'autres hypothèses avancent que la recette serait antérieure. Le chef étoilé Joseph Thorel évoque une tradition ancienne en Bretagne de beurrer et de sucrer les restes de pâte à pain, que la pâtisserie moderne se serait appropriée,. De manière générale, le beurre est un aliment à part entière dans l'alimentation paysanne traditionnelle (et non une simple matière grasse comme aujourd'hui), en particulier en Bretagne car la région échappe à la gabelle ; les paysans bretons tendent ainsi à conserver les surplus de lait sous forme de beurre salé plutôt que sous forme de fromage comme on l'observe dans d'autres régions.

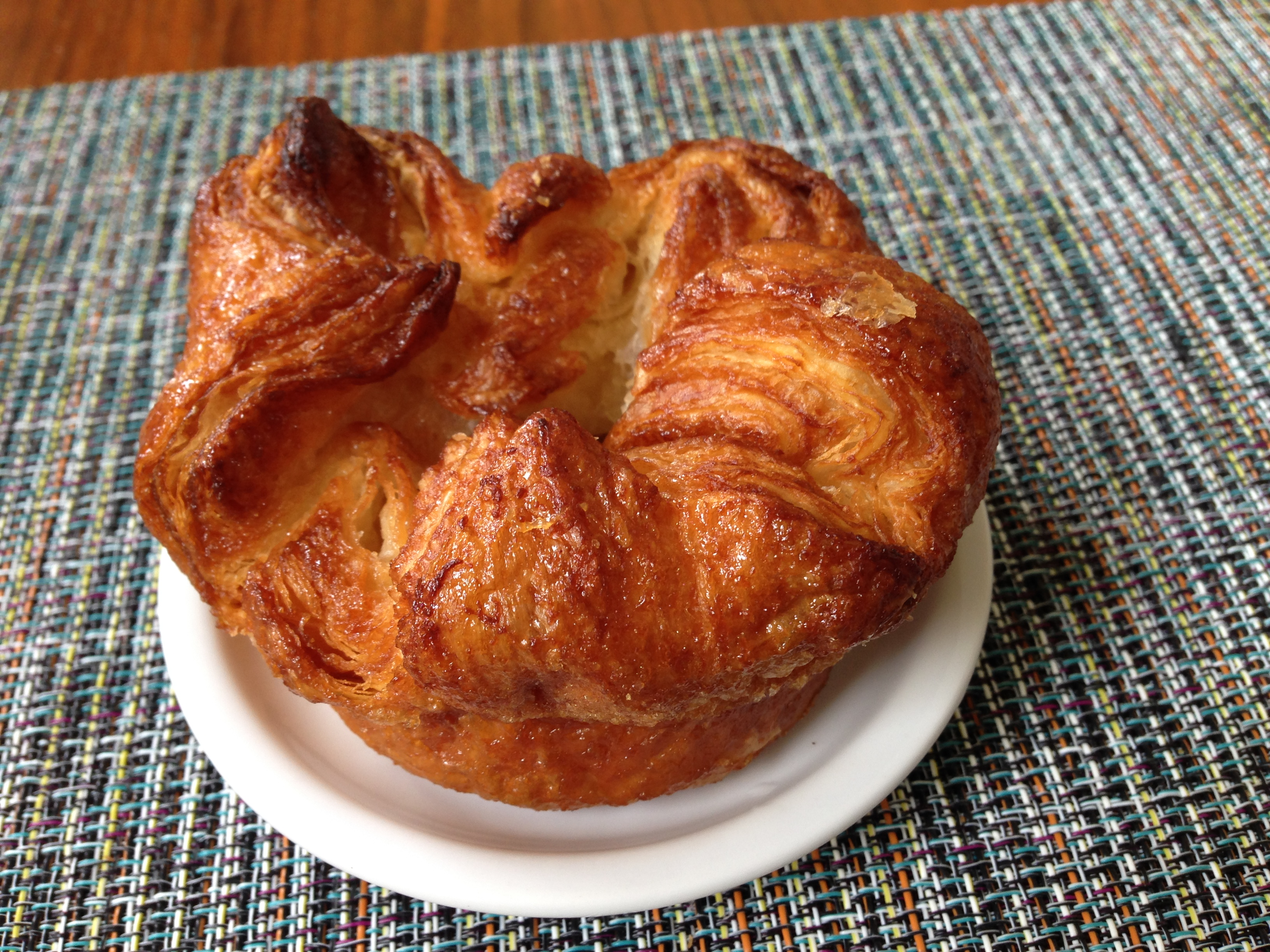
Mini kouign-amann dans une pâtisserie française de San Francisco en Californie.

### Popularisation
La popularisation du kouign-amann comme spécialité gastronomique bretonne s'inscrit dans une stratégie des acteurs publics et des acteurs du tourisme, à partir des années 1960, de promouvoir une identité touristique bretonne et un patrimoine régional ; la gastronomie (crêpes, galettes, kouign-amann, kig ha farz, etc.) est au cœur de ce mouvement. Le kouign-amann fait ainsi partie de la "check-liste identitaire" bretonne.
La ville de Douarnenez cultive néanmoins son image de berceau du kouign-amann : il existe une place du kouign-amann dans la ville, un concours annuel de kouign-amann y est organisé, les boulangers de la ville sont réunis dans une "association du véritable kouign-amann de Douarnenez", des auteurs locaux publient des livres, etc. Certaines voix critiques évoquent d'ailleurs un processus de "cartepostalisation" de la ville.
Plusieurs actualités internationales attestent que le kouign-amann rencontre un intérêt relatif à l'international. La popularité de la pâtisserie gagne le Japon dans les années 1990 puis, dans les années 2000, les États-Unis, où une « Journée nationale du kouign-amann » est lancée le 20 juin 2015 par une pâtisserie de San Francisco. Le New York Times lui consacre un article en 2011, où il le qualifie de « pâtisserie la plus grasse de toute l'Europe ». Le magazine Food & Wine (en) sélectionne le kouign-amann en 2018 dans sa liste des 40 meilleures recettes de tous les temps. 

### Ressources audiovisuelles
- L’Ouest en mémoire - Le Kouign-amann - Ina.fr[19].